# 東京都農業試験場
東京都農業試験場（とうきょうとのうぎょうしけんじょう）は、東京都立川市にある東京都(東京都庁)の農業に関する試験研究機関である。島しょ部を除き、2005年（平成17年）4月に東京都畜産試験場、東京都林業試験場とともに東京都農林総合研究センターとなった。なお、島しょ部は、東京都水産試験場とともに、東京都島しょ農林水産総合センターになった。

## 組織
- 庶務課
  - 庶務係、経理係
- 経営部
  - 経営、茶業、作物等
- 園芸部
  - 野菜、花き、果樹、植木、植物バイテク等
- 環境部
  - 病害虫管理、土壌肥料、残留農薬、機能性等
- 江戸川分場(江戸川区)
  - 野菜、花き
- 大島園芸技術センター(大島町)
- 三宅島園芸技術センター(三宅村)
- 八丈島園芸技術センター(八丈町)
- 小笠原亜熱帯農業センター(組織は総務局小笠原支庁)(小笠原村)

- かつては、蚕業、林業、食品等についても所管していた。
  - 蚕業：元々は東京都蚕業指導所(あきる野市)であったが後に農業試験場に統合(蚕業部→経営部に統合)
  - 林業：林業試験場(日の出町)として独立したが、現在は東京都農林総合研究センター緑化森林科の一部
  - 食品：1990年7月1日に東京都立食品技術センター(千代田区)(管理運営は2006年3月31日まで財団法人東京都中小企業振興公社に委託)として独立し、現在は東京都農林総合研究センター食品技術センター